# Parc écologique de la Péninsule acadienne

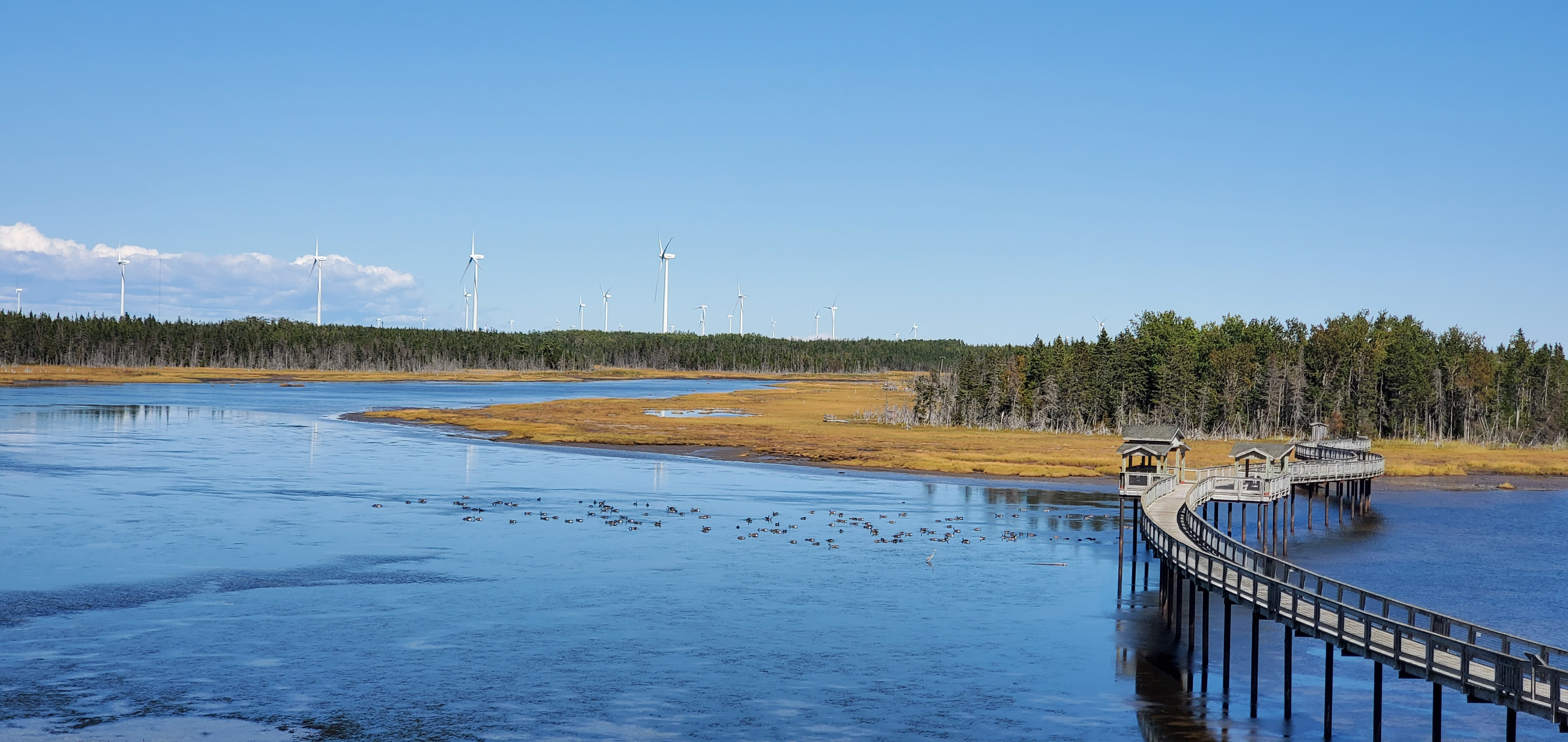
Parc écologique de la Péninsule Acadienne à Lamèque, au Nouveau-Brunswick.

Le parc écologique de la Péninsule acadienne est situé sur l'île de Lamèque dans le nord-est du Nouveau-Brunswick. Il rassemble les nombreuses composantes de la faune et de la  flore de la péninsule acadienne.